# Pfundspende
Die Pfundspende, seltener auch Pfundsammlung genannt, war eine in Tüten verpackte Naturalspende von haltbaren Nahrungsmitteln wie Nudeln, Erbsen, Zucker oder auch Konserven. In der Zeit des Nationalsozialismus sammelten Helfer des Winterhilfswerks die Pfundspenden ein,  stellten daraus Lebensmittelpakete zusammen und verteilten diese an Bedürftige.

## Organisation
Die Pfundspende war keine originäre Erfindung aus nationalsozialistischer Zeit. Lokal begrenzt wurde zu Pfundsammlungen schon vor 1933 von kommunalen und kirchlichen Wohlfahrtsorganisationen aufgerufen. Das Winterhilfswerk übernahm diese Idee, setzte sie reichsweit um und ließ erstmals im Dezember 1933 bedruckte Tüten verteilen. Die Sammler wurden angehalten, diese Tüten nicht einfach in Briefkästen zu stecken, sondern der Hausfrau persönlich zu übergeben. Meist wurde die Sammlung einmal im Monat durchgeführt; örtlich offenbar auch häufiger oder auch mit Tüten, die bis zu vier Pfund fassten.
Im gedruckten Rechenschaftsbericht des Winterhilfswerks von 1937/38 wird das Spendenaufkommen durch die Pfundspende mit 29.254.716 kg angegeben. Spätestens ab 1939, als Lebensmittelkarten die Nahrungsmittel kontingentierten, wurde zur „Ablösung der Pfundspende“ eine Geldspende erbeten und quittiert. Ab 1943 wurde die Pfundspenden-Sammlung, nunmehr behördlich angeordnet, nicht mehr durchgeführt.

## Nachkriegszeit
In einzelnen westdeutschen Regionen lebte die Idee der ursprünglichen nationalsozialistischen Pfundspende wieder auf: Nach einer Zeitungsmeldung wurde in einem Ortsteil von  Garching an der Alz die Weihnachtsfeier für Bedürftige 1953 mit „Pfundspenden“ ausgerichtet. Im Gemeindeblatt von Straßkirchen wird von „Pfundspenden“ berichtet, die in den 1960er Jahren Weihnachten bedürftigen Mitbürgern zugutekamen.